# Operclipygus parensis
Operclipygus parensis  (лат.) — вид жуков-карапузиков из семейства Histeridae (Histerinae, Exosternini). Южная Америка: Бразилия. Длина 1,37—1,40 мм, ширина 1,09—1,10 мм. Цвет красновато-коричневый. Лоб выпуклый. В расположении отверстий антериальных пронотальных желёз наблюдается половой диморфизм (у самцов отверстия желёз сопряжены с поднятиями пронотальных бороздок, а у самок они открываются у переднего края пронотума). Фронтальные бороздки лба поперечные. Вид был впервые описан в 2013 году энтомологами Майклом Катерино (Michael S. Caterino) и Алексеем Тищечкиным (Santa Barbara Museum of Natural History, Санта-Барбара, США) и в ходе их ревизии рода Operclipygus включён в его состав и отнесён к видовой группе O. mirabilis group. Название дано по месту нахождения типовой серии таксона (южный бразильский штат Парана).